# Dewey Starkey
James Dewey Starkey (* 9. Mai 1898 in Ohio; † 3. September 1974 in Orange County, Kalifornien) war ein US-amerikanischer Produktionsmanager und Regieassistent, der bei der Oscarverleihung 1934 den Oscar für die beste Regieassistenz erhielt.

## Biografie
Starkey begann 1930 bei She’s My Weakness als Regieassistent in der Filmwirtschaft Hollywoods zu arbeiten und gehörte 1934 zu den sieben Gewinnern des Oscars in der Kategorie beste Regieassistenz. Im Laufe seiner Karriere war er bis 1944 bei mehr als 40 Filmen als Regieassistent tätig. Er arbeitete dabei unter anderem mit Filmregisseuren wie Wesley Ruggles, George Stevens, John Cromwell, Alfred Hitchcock zusammen.
1945 begann er erstmals als Produktionsmanager tätig zu werden.

## Filmografie (Auswahl)
Regieassistenz
- 1931: Pioniere des wilden Westens (Cimarron)
- 1932: Eine Scheidung (A Bill of Divorcement)
- 1934: Of Human Bondage
- 1934: Novak liebt Amerika (Romance in Manhattan)
- 1936: Ein aufsässiges Mädchen (A Woman Rebels)
- 1937: Geldrausch (The Toast of New York)
- 1939: Aufstand in Sidi Hakim (Gunga Din)
- 1939: Nur dem Namen nach (In Name Only)
- 1940: Abe Lincoln in Illinois
- 1941: Mr. und Mrs. Smith (Mr. & Mrs. Smith)
- 1941: Verdacht (Suspicion)
- 1942: Syncopation
- 1943: Von Agenten gejagt (Journey Into Fear)
- 1943: Flucht in die Freiheit (Flight for Freedom)
- 1943: Harte Burschen – steile Zähne (A Lady Takes a Chance)
- 1944: Experiment in Terror (Experiment Perilous)

Produktionsleitung
- 1945: Stahlgewitter (Back to Bataan)
- 1948: Betrug (Larceny)
- 1948: Rachel und der Fremde (Rachel and the Stranger)
- 1948: Jenny (Portrait of Jennie)
- 1949: Kokain (Johnny Stool Pigeon)
- 1949: Die Geschichte der Molly X (The Story of Molly C)
- 1950: Verfemt (The Kid from Texas)
- 1950: I Was a Shoplifter
- 1950: Winchester ’73
- 1950: Geheimpolizist Christine Miller (Undercover Girl)
- 1950: Revolverlady (Frenchie)
- 1951: Trommeln des Todes (Apache Drums)
- 1952: Der Tag der Vergeltung (Untamed Frontier)
- 1952: Unter falscher Flagge (Yankee Buccaneer)
- 1952: Gefährliches Blut (The Lawless Breed)
- 1953: Seminola (Seminole)
- 1953: Auf verlorenem Posten (The Lone Hand)
- 1953: Der Mann vom Alamo (The Man from the Alamo)
- 1953: Der letzte Rebell (Wings of the Hawk)
- 1953: Der Prinz von Bagdad (The Veils of Bagdad)
- 1954: Aufruhr in Laramie (Rails Into Laramie)
- 1954: Tanganjika (Tanganyika)
- 1959–1961: Have Gun – Will Travel (TV-Serie, 72 Folgen)
- 1959–1961: Perry Mason (TV-Serie, 55 Folgen)
- 1959–1962: Rauchende Colts (Gunsmoke) (TV-Serie, 73 Folgen)
- 1960: Der Mann aus Texas (The Texan) (TV-Serie, 1 Folge)